# Combinatieklassement
Het combinatieklassement in de wielersport is een klassement dat berekend wordt op basis van diverse andere klassementen.
De bekendste combinatieklassementen zijn:
- Het combinatieklassement van de Ronde van Frankrijk (1968 tot 1989), beloond met de witte trui en de lapjestrui
- Het combinatieklassement van de Ronde van Italië (1972 tot 2006), beloond met de blauwe trui
- Het combinatieklassement van de Ronde van Spanje (1970 tot 2018), beloond met de witte trui

Een combinatieklassement wordt meestal berekend op basis van de som van de plaatsen van een renner in de verschillende klassementen (algemeen, berg- en punten-). De renner met de minste punten is dan de leider in het combinatieklassement.
Algemeen klassement · Bergklassement · Combinatieklassement · Jongerenklassement · Ploegenklassement · Puntenklassement · Strijdlustklassement · Tussensprintklassement
 Blauwe trui ·   Bolletjestrui ·  Gele trui ·  Groene trui ·  Paarse trui ·  Rode trui ·  Roze trui ·  Witte trui ·  Zwarte trui ·  Regenboogtrui ·  Sterrentrui